# Polyrhachis transiens
Polyrhachis transiens är en myrart som beskrevs av Bolton 1973. Polyrhachis transiens ingår i släktet Polyrhachis och familjen myror. Inga underarter finns listade i Catalogue of Life.